# Ottokar Pohlmann
Ottokar Pohlmann (25 de julio de 1912-15 de noviembre de 1995) fue un jinete alemán que compitió para la RFA en la modalidad de concurso completo. Ganó una medalla de oro en el Campeonato Europeo de Concurso Completo de 1959, en la prueba por equipos.

## Palmarés internacional
| Campeonato Europeo | Campeonato Europeo     | Campeonato Europeo | Campeonato Europeo |
| Año                | Lugar                  | Medalla            | Categoría          |
| ------------------ | ---------------------- | ------------------ | ------------------ |
| 1959               | Harewood (Reino Unido) | Medalla de oro     | Por equipos        |